# 尾原秀三
尾原 秀三（おばら しゅうぞう、1977年4月8日 - ）は、中京テレビ放送の社員。元アナウンサー。島根県浜田市出身。身長177cm。血液型AB型。

## 来歴
島根県立浜田高等学校、神戸市外国語大学卒業。
大学卒業後、2002年4月に中京テレビにアナウンサーとして入社。アナウンス部在籍当時は主にスポーツ番組と報道番組を担当していたが、バラエティ番組やバラエティ番組色の強い情報番組にも出演していた。
2007年4月7日、系列局の協力会社に勤めていた技術スタッフの女性と結婚。彼女は愛知万博の開催当時、系列各局から応援のために派遣されてきたスタッフの1人だった。現在は2児の父。
その後、2012年6月19日付で営業部へ異動した。

## 人物
- 趣味は水泳とドライブ。特に水泳は3歳から始め、大学時代には体育会水泳部に所属していた。また、インストラクターの経験も持つ。鉄道ファンでもあり、よく自身のブログで鉄道関連の話題に触れていた。『中京テレビNEWSリアルタイム』では、名古屋市営地下鉄名城線・名港線の車両基地を取材していた。
- 学生時代には「ミスター彦星」なるものに選ばれたことがあるという[5]。
- 座右の銘は「不撓不屈」。

## アナウンサー時代の担当番組
- Chu!サイト
- スポーツ中継（サッカー（スカパー!で放送される名古屋グランパスホームゲームも担当）・ゴルフ・Dramatic Game 1844）
- ほっとてれび（2003年2月、「NNNニュースダッシュ」担当）
- NNNニュースダッシュ 中京テレビローカルパート
- NNNきょうの出来事 中京テレビローカルパート
- 真相報道 バンキシャ! 中京テレビローカルパート
- アンデュ（リポーター） - 一度番組を降板していたが、2009年1月に復帰した。
- ピアット（2代目アシスタント）
- 中京テレビニュースプラス1 （リポーター） - 土曜版ではキャスターを担当。
- 特報!EXPOプレス（水曜メインキャスター）
- 中京テレビNEWSリアルタイム（リポーター）
- D4 （店長役）
- エミエミ（リポーター）
- ズームイン!!SUPER （東海地区キャスター）
- F2C （OBAKKO役）
- 雪組女子部（ナレーター）
- 芸能界鉄道研究会 鉄研（ナレーター）
- ラッキー!! （「中継 オバラッキー」担当）
- SPORTS STADIUM （キャスター）
- news every. 中京テレビローカルパート（リポーター） - 土曜版にも出演。
- アナアナ商会
- NNNストレイトニュース 中京テレビローカルパート（ナレーター）
- NEWS ZERO 中京テレビローカルパート
- SKE48の世界征服女子（「サカエ最強タッグ決定戦」実況担当）